# 息烽县
息烽县是中华人民共和国贵州省贵阳市北郊的一个县。东经106°27'-106°53'，北纬26°57'-27°19'。与之接壤的县市有：东边开阳县，南边修文县，西北边遵义县、金沙县。面积1037平方公里。
二戰時，息烽不是日佔區域，国民政府军事委员会息烽行辕在此設立軍官訓練學校及集中營（關押共產黨員與親中共人士），國民黨黨部也設在此地。号称“书生杀手”的国民党军统军官周养浩曾经担任过该行辕主任。
息烽對外的主要公路是210國道。

## 行政区划
息烽县下辖1个街道办事处、9个镇、1个民族乡：
永阳街道、永靖镇、温泉镇、九庄镇、小寨坝镇、西山镇、养龙司镇、石硐镇、鹿窝镇、流长镇和青山苗族乡。

## 交通
- 210国道过境。